# Leonardo de Lozanne
Leonardo de Lozanne Roldán, conocido simplemente como Leonardo de Lozanne (Ciudad de México; 19 de diciembre de 1970) es un cantante, compositor y presentador de televisión mexicano.
Es fundador del grupo Fobia junto con Francisco Huidobro, y durante la breve separación de la banda inició su breve carrera de solista. También es parte del grupo Los Concorde, colectivo integrado por distintos músicos reconocidos en el ámbito roquero como Mauricio Clavería (La Ley), Poncho Toledo (Ex-La Lupita), Jonás de Plastilina Mosh y Gustavo de Resorte.

## Primeros años
Conoció a Francisco Huidobro en un concierto de "Las Insólitas Imágenes de Aurora" (la semilla de "Caifanes"). Rompió la llave de su automóvil y pidió un "ride" a Huidobro, con quien le platicó sobre sus inquietudes musicales. Por tener intereses en común, decidieron unirse e iniciar una banda.
Más tarde, De Lozanne le recomienda a Huidobro a un bajista al que considera "muy bueno" y acuden al instituto donde Leonardo estudiaba, en donde había un festival de música y bandas de rock juveniles; ahí se encontraba Javier Ramírez "El Cha" que se presenta con su banda.
En 1987 De Lozanne y Huidobro deciden crear una banda que lleve por nombre Fobia, junto con Gabriel Kuri, Iñaki Vázquez y Javier Ramírez.
En 1990 Fobia lanza el disco homónimo del cual sacan como sencillo el tema "El Microbito" que termina siendo censurado por aquella parte de la canción que recita:
"haré una alberca en tu ombliguito, pa' meterme a nadar, y si me voy más abajito, nadie me sacará".
Con este trabajo comienzan a entrar en el gusto del público joven y de los no tan jóvenes. Sus videos comenzaron a rodar en los canales de televisión; "Camila" y "El Diablo", este último con un gran sentido del humor y en donde se muestra a De Lozanne y Javier Ramírez dándose un beso.
En 1991 sacan un álbum con el título Mundo feliz, con el que la banda crece más en cuanto a éxito.
En 1993, y después de sacar su tercer álbum Leche, Gabriel Kuri decide irse de la banda; es remplazado por Jorge "La Chiquis" Amaro.
En 1995 Fobia lanza al mercado musical el álbum Amor chiquito en el cual Leonardo, por primera vez, compone un tema: "Vivo". En este disco se encuentran canciones representativas en la carrera del grupo. "Vivo" se ha convertido en una canción clásica en los conciertos de Fobia.

## Separación de Fobia
En 1997 la banda anuncia su disolución, y realizan una serie de conciertos de despedida en el Teatro Metropolitan, dando vida al disco "Fobia on Ice".
Lo último que hizo el grupo fue en la aportación que hicieron al tributo de Queen, con la canción clásica de esta agrupación inglesa: "Under Pressure" (Presionando), siendo ésta una de las mejores versiones del disco ya que era muy fiel a la original. Cabe mencionar que la canción fue grabada en dos versiones, una en inglés (siendo esta la original) y una en español.
Dicha carrera en solitario no tuvo una mayor trascendencia, ya que no logró concretar un estilo propio. Sus dos discos solistas tuvieron un sonido demasiado pop para atraer a los seguidores de Fobia y no eran lo suficientemente "radiables" para pegar en la frecuencia comercial.

## Otros proyectos
Fue también presentador del programa llamado  Fuisona2 trasmitido por Animax.
En 2010, hizo un cameo en la serie de televisión Soy tu fan (México) de Once TV.
Actualmente y desde el año 2009 conduce Miembros al Aire transmitido en el canal de paga Unicable
 así como también el programa México Suena, un noticiero acerca de todos los Géneros musicales. Cabe recordar que este programa se inició como un proyecto de acompañamiento hacia el proyecto México Suena,  que constaba de diversos conciertos y que tenía transmisión todos los días (Cada día un concierto diferente). México suena tendrá una temporada de tres meses, de agosto a diciembre, con 200 invitados de diferentes géneros musicales, entre ellos destacan OV7, Reyli,  Iskander, entre otros.

En 2019 fue incluido al revival de la ópera rock Jesucristo Súper estrella producida por Alejandro Gou como el personaje de Poncio Pilatos

## Los Concorde
En 2007 formó parte del grupo Los Concorde, grabando junto con Mauricio Clavería, Cesar "Vampiro" López, Poncho y Jonas.
Los Concorde se presentan por primera vez de manera oficial, nada menos que en el Festival Vive Latino 2007 en donde dan a conocer su primer tema titulado "Rompecabezas" el cual causó una gran aceptación e interés del público presente, al poco tiempo el tema se posicionó en el Top Ten en los charts de radio nacional y en los principales canales especializados de videos así como de lo más buscado en internet, al mismo tiempo inician una serie de presentaciones promocionales, lo que les vale participar y cerrar la edición de los Premios MTV Latinos 2007.
La Revista Rolling Stone calificó con 4 estrellas (excelente) su álbum debut “REGION 4”.

## Vida privada
Estuvo casado con la psicóloga mexicana Marcela Cuevas desde el año 2003, separándose en el 2009. 
En febrero de 2014 se comprometió con la actriz Sandra Echeverría con quien se casó el 19 de octubre de 2014, en una playa de Los Ángeles, California.
El 18 de septiembre de 2015, nació su primer hijo.

## Discografía

### Fobia
- Fobia (1990)
- Mundo Feliz (1991)
- Leche (1993)
- Amor Chiquito (1995)
- Fobia on Ice (en vivo) (1997)
- Wow 87-04 (2004)
- Rosa Venus (2005)
- Fobia XX (en vivo) (2007)
- Destruye Hogares (2012)
- Pastel (2019)
- Fobia MTV Unplugged (2020)

### Solista
- Series de Ficción (1999)
- Turistas (2002)
- Espacial Colonial  (2022)

### Los Concorde
- Región 4 (2008)
- Es lo que hay. (2011)

## Televisión
- Soy tu fan (2010) ... Tutor de Charly
- Miembros al Aire (2011)
- La apuesta... Creando una estrella (2014)
- Que pena tu vida (2016) ... Paul Izquierdo
- Malacopa (2018) ... Leonardo
- El hubiera si existe (2019) ... Ing. Torres
- 40 y 20 (2021)
- Rebelde (2022) ... Marcelo Colucci[9]

## Películas de doblaje
- Hop: rebelde sin pascua (2011) … Carlos
- Turbo (2013) … Theo/Turbo
- El Angel en el reloj (2017) ... Malaki
- Los Croods 2: una nueva era (2020) … Félix Siemprebién